# Astolphe de Custine
Astolphe Louis Léonor, Marquis de Custine (Niderviller in Lotharingen, 18 maart 1790 – Parijs, 25 september 1857) was een Franse schrijver die bekend werd, en is gebleven, door zijn in 1843 gepubliceerde reisverslag Lettres de Russie (Frans: "Brieven uit Rusland"). Afgezien van een eveneens gepubliceerd verslag van een reis naar Spanje had de dichter en romanschrijver weinig literair succes.

## Biografie
Astolphe was de tweede zoon van Armand Markies de Custine en Delphine de Sabran. Zijn grootvader was de held van de Amerikaanse revolutie: Adam Philippe de Custine. Adam Philippe was een van de aanvoerders van de Franse Revolutie en veroverde aan het hoofd van het Franse Rijnleger Frankfurt am Main en Mainz. Na een verloren veldslag liet Robespierre de generaal arresteren en guillotineren. Dat lot trof ook zoon Armand die zijn vader tijdens het proces had willen verdedigen. Delphine de Sabran werd opgesloten maar ontkwam aan de dood door een amoureuze verhouding met een van de bewakers, die haar dossier tot aan de val van Robbespierre en het einde van de terreur steeds weer onder aan de stapel van te behandelen strafzaken legde.
Delphine had in de gevangenis ook een verhouding met Generaal Alexandre de Beauharnais, echtgenoot van de latere keizerin Joséphine de Beauharnais.
De mooie en intelligente Delphine de Sabran vestigde zich in Parijs en onderhield vriendschappen met Joséphine de Beauharnais, Joseph Fouché en bekende schrijvers als Madame de Staël. Delphine was de minnares van, onder andere, François René de Chateaubriand.
In 1802 werd het kasteel in Niderviller verkocht. De familie vestigde zich in kasteel Fervaques in Normandië. In 1811 ontkomt de jonge Astolphe aan de dienstplicht, en de veldtocht naar Moskou, door met zijn moeder op reis te gaan. De tot de royalisten behorende Custines schaarden zich in 1815 achter Lodewijk XVIII maar Astolphe de Custine, die tot de meer liberale hovelingen behoort, distantieert zich al snel van de conservatieve Bourbons.
De jonge markies werd sterk door zijn moeder gepousseerd en geleid; zij probeerde een huwelijk voor hem te regelen en bewerkte huisvriend Chateaubriand om haar zoon tot "pair", lid van het Franse Hogerhuis, te benoemen. Coustine trad in militaire en diplomatieke dienst en was assistent van Charles-Maurice de Talleyrand-Périgord bij het Congres van Wenen.
Al werd Luitenant-Kolonel Astolphe de Custine beschreven als een forse en knappe jongeman, het lukte hem, of zijn liever gezegd zijn moeder, niet om een rijk huwelijk te arrangeren. Custine reisde door Duitsland en bezocht Goethe. Hij leed, zo schreef hij in een brief, aan een "kwaal die hij niet kon onthullen" en volgde kuren in Engeland. Misschien ging het om een geslachtsziekte. Pas in 1821 werd Léontine de Saint-Simon de Courtomer zijn echtgenote. Zij stierf al in juni 1822 en liet Custine als weduwnaar met een pasgeboren zoon achter. Custine troostte zich door met zijn vriend Edward Saint Barbe die zich "Édouard de Sainte-Barbe" noemde, te gaan reizen.
Op 28 oktober 1824 had Custine een rendez-vous met een jonge artillerist. Het avontuurtje blijkt een hinderlaag te zijn en Custine wordt naakt, zwaar mishandeld en bewusteloos op straat achtergelaten. Al slaagt Minister Chateaubriand er in om de politierapporten te laten verdwijnen, heel Parijs spreekt over het schandaal. Geen van de schuldigen, de kameraden van de kanonnier, werd gestraft maar hun slachtoffer, de Markies de Custine, was maatschappelijk geruïneerd. In 1826 overlijden Custines moeder en hun vierjarige zoontje.
Custine zoekt daarna naar erkenning in het literaire milieu, Heine noemt hem een "un demi-homme des lettres", een amateur die erkenning zoekt voor een (klein) talent. In 1829 verschijnt  een sentimentele roman met de titel "Aloys ou le Religieux du mont Saint-Bernard". Het werk is geen succes. Al bezoeken non-conformistische schrijvers en kunstenaars als Stendhal, Chopin, George Sand, Giacomo Meyerbeer, Balzac, Victor Hugo, Théophille Gautier en Heine de salon van Custine, men bespot achter zijn rug zijn ambities en pogingen om met zijn aanzienlijke fortuin literair succes en goede kritieken te kopen.
 
Niet veel beter dan de roman vergaat het het toneelstuk "Béatrix Cenci" dat Custine zelf op de planken brengt in een gehuurd theater omdat niemand anders iets in zijn stuk ziet. Het blijft bij vier voorstellingen.
    
In 1838 brengt "L’Espagne sous Ferdinand VII" eindelijk succes. Custines vriend Heine prijst het boek met de opmerking dat het "ene deel al even verbluffend is als het andere", en het werk, een reisverslag met liberale politieke beschouwingen, verkoopt goed en wordt op één lijn gesteld met het beroemde (en veel beter geschreven) "De la démocratie en Amérique" van Alexis de Tocqueville.
In 1839 bezocht Custine Rusland. Het in 1843 gepubliceerde verslag, "La Russie en 1839", van dit bezoek aan de ook toen al repressieve politiestaat was overal in Europa, behalve in Rusland waar het werk uiteraard werd verboden, een groot succes.

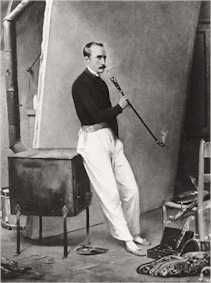
Foto van Markies de Custine

Over de –vele– onnauwkeurigheden in het boek schreef Custine;"J'ai mal vu, mais j'ai bien deviné" (Frans:"Ik heb slecht gekeken maar goed geraden").

Nog tijdens zijn leven verschenen 200.000 exemplaren en het boek in diverse talen en het boek heeft de Europese kijk op Rusland sterk beïnvloed. Er was in het begin van de 19e eeuw weinig over Rusland gepubliceerd. In Rusland zelf is het boek nooit verschenen; de enige in het Russisch vertaalde uitgave uit 1930 is vrijwel onvindbaar.

Custine stierf, in de woorden van Sainte-Beuve "gewaardeerd maar met een slechte reputatie, wel gelezen maar weinig geacht" in 1857 in zijn door diezelfde Sainte-Beuve als een "Sodom en Gommorah" beschreven landhuis in Montmorency bij Parijs. Zijn erfenis was tot ontzetting van de familie vermaakt aan Édouard de Sainte-Barbe.

## Trivia
De Markies de Custine komt voor in de in 2002 in Sint-Petersburg opgenomen film "Russian Ark" (Russisch: "Русский ковчег") van regisseur Aleksandr Sokoerov.

## Citaten van Custine
- « Les femmes sans charme sont comme les poètes qu'on ne lit pas. (Vrouwen zonder charme zijn als dichters die ongelezen blijven)  »
- « Tant d'hommes qu'on croit heureux parce qu'on ne les voit que passer. (Men acht veel anderen gelukkig omdat men ze alleen maar langs ziet komen »
- « Ma patrie, à moi, est partout où j'admire. (Ik ben overal thuis waar ik iets kan bewonderen »
- « Les maux du corps donnent l'idée de la mort, les peines de l'âme celles de l'éternité. (De kwalen van het lichaam herinneren aan de dood, de kwalen van de ziel aan de eeuwigheid »
- « L'architecture est la physionomie des nations. (Architectuur is het gezicht van een land)»